# 冰岛历史
冰岛是北大西洋中的一个岛国，位于格陵兰岛和英国中间，首都雷克雅維克。冰島的歷史相當悠久。

## 早期歷史

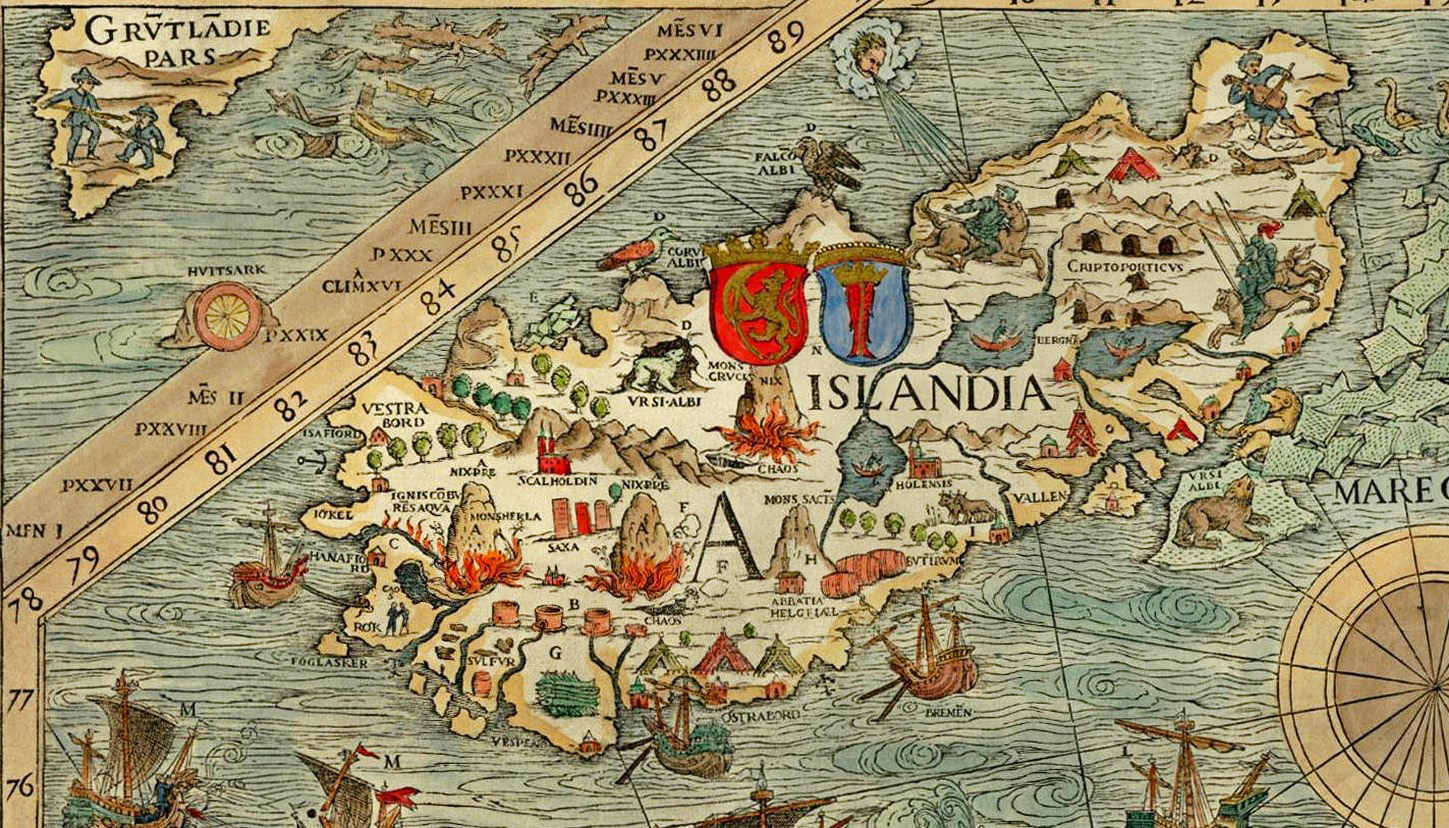
早期冰島的地圖

斯堪的纳维亚人和凯人在第9和10世纪间移民到冰岛之前，冰岛是世界上最后一个有人居住的大岛。冰岛以在公元930年於法律石建立了世界上最早的议会而自豪，虽然这一议会此后并未运行多久。某些文字证据显示，爱尔兰人的僧侣曾经在北方人到达之前在冰岛生活过，不过没有考古学上的证据证明这一推断。

## 挪威和丹麥的統治下（1262年－1944年）
冰岛保持了300年的独立，随后被挪威和丹麦统治。1814年丹麦-挪威联合王国根据基尔條約分治之前，冰岛是挪威国王的殖民地，此后成为丹麦的附属国。1874年，丹麦政府给予冰岛有限的自治，1918年，冰岛在内政方面进一步获得了类似于保護國的独立和主权，外交和国防方面丹麦仍保留权力。1940年，纳粹德国在二战期间占领了丹麦，同年盟军占领了冰岛。 丹麦国王继续保持法律上的统治直到1944年冰岛共和国建立。

## 冰島獨立（1944年至今）

### 北约
新的共和国是北约的成员国，并于1949年和美国签订了防卫冰岛的协议。根据这一协议，美国在凯夫拉维克设有军事基地，一直到2006年9月底美军单方面撤出。到目前为止冰岛还没有自己的军事力量。

### 鳕鱼战争
戰後几十年来，冰岛的经济依赖于渔业，并因为这一生物资源和周边国家发生过数次冲突，其中包括和英国间著名的“鳕鱼战争”。

### 欧洲经济区
冰岛通过EEA成为了欧洲经济区的成员，但从未申请加入欧盟。
近年来，由于对重工业的大量投资，经济逐渐多样化，炼铝业发展起来，经济领域不断自由化和私有化。
2007年5月12日，举行议会选举。 在共63个席位中，独立党赢得24席，社会民主联盟获得18席，左翼绿色运动获得9席，进步党获得8席，冰岛自由党获得4席。

### 2008年經濟危機
2009年，歐洲爆發經濟危機，而冰島受創最深，積欠英國大量公債，英國向冰島討債不成，冰島幣值大幅貶值，2010年冰島宣布破產。